# Lítlafjall (Streymoy)
Lítlafjall (Streymoy) è una montagna alta 198 metri sul mare situata sull'isola di Streymoy, la maggiore dell'arcipelago delle isole Fær Øer, in Danimarca.